# Сариярви (озеро, Мурманская область)
Са́рия́рви — озеро на территории городского поселения Печенга Печенгского района Мурманской области России.

## Общие сведения
Площадь озера — 1,83 км². Располагается на высоте 96,8 метров над уровнем моря.
Форма озера продолговатая, вытянутая с севера на юг. Берега скалистые.

Озеро поверхностного стока не имеет.
С северо-западной стороны в озеро впадают три безымянных ручья.
Населённые пункты близ озера отсутствуют. Ближайший — посёлок Лиинахамари — расположен в 7 км к востоку от озера.
Код водного объекта в государственном водном реестре — 02010000211101000000337.